# Zahodno vojaško okrožje
Zahodno vojaško okrožje (rusko Западный военный округ, latinizirano: Zapadnij vojennij okrug) je bilo vojaško okrožje Ruske federacije. 26. februarja 2024 je bilo razdeljeno na Moskovsko in Leningrajsko vojaško okrožje v odziv na sprejem Finske in Švedske v NATO.
Bilo je eno izmed petih vojaških okrožij Oboroženih sil Ruske federacije, odgovoren predvsem za zahodni osrednji del evropske Rusije. Zahodno vojaško okrožje je bilo oblikovano z rusko vojaško reformo 2008 in ustanovljeno s predsedniškim dekretom št. 1144, podpisanim 20. septembra 2010, ki je združil Moskovsko vojaško okrožje, Leningrajsko vojaško okrožje in Kaliningrajsko posebno območje. Okrožje je začelo delovati 20. oktobra 2010 pod vodstvom generalpolkovnika Valerija Gerasimova. Zadnji poveljnik (od 3. oktobra 2022) je generalporočnik Roman Berdnikov.
Zahodno vojaško okrožje je bilo po geografski velikosti drugo najmanjše okrožje v Rusiji. Sestavljalo ga je 26 federalnih subjektov Rusije: Belgorodska oblast, Brjanska oblast, Ivanovska oblast, Kaliningrajska oblast, Kaluška oblast, Republika Karelija, Kostromska oblast, Kurska oblast, Leningrajska oblast, Lipecka oblast, Moskva, Moskovska oblast, Niženovgorodska oblast, Novgorodska oblast, Orjolska oblast, Pskovska oblast, Rjazanska oblast, Sankt Peterburg, Smolenska oblast, Tambovska oblast, Tverska oblast, Tulska oblast, Vladimirska oblast, Vologdska oblast, Voroneška oblast in Jaroslaveljska oblast.
Poveljstvo Zahodnega vojaškega okrožja je bilo v stavbi generalštaba v Sankt Peterburgu.
Po vojaški integraciji Belorusije in Rusije 2022 so se pojavile trditve, da so Oborožene sile Belorusije operativno podrejene Zahodnemu vojaškemu okrožju.

## Enote
- 1. gardna tankovska armada (generalštab Odincovo):
  - 2. gardna motorizirana strelska divizija (generalštab Kalininec, 156 tankov T-72B3[6])
  - 4. gardna tankovska divizija (generalštab Naro-Fominsk, 188 tankov T-80U in 41 tankov T-72B3)
  - 47. gardna tankovska divizija (generalštab Mulino)
  - 27. gardna motorizirana strelska brigada (generalštab Mosrentgen, 41 tankov T-90A)
- 6. kombinirana armada (generalštab Sankt Peterburg):
  - 25. gardna motorizirana strelska brigada (generalštab Vladimirski Lager)
  - 138. gardna motorizirana strelska brigada (generalštab Kamenka)
- 20. gardna armada (generalštab Voronež):
  - 3. motorizirana strelska divizija (generalštab Bogučar)
  - 144. gardna motorizirana strelska divizija (generalštab Jelnja)
- Baltska flota
- 11. armadni korpus (generalštab Kaliningrad):
  - 18. gardna motorizirana strelska divizija (generalštab Kaliningrad)
- 6. zračna armada (generalštab Sankt Peterburg):
  - 105. gardna divizija mešane aviacije:
    - 14. gardni lovski polk (Kursk) (dve eskadri Su-30SM)
    - 47. polk mešanega letalstva (Voronež) (dve eskadri Su-34)
    - 159. gardni lovski polk (Petrozavodsk) (dve eskadri Su-35)
    - 790. lovski polk (Hotilovo) (ena eskadra Su-35 in dve eskadri MiG-31)

  - 2. divizija zračne obrambe (5 sistemov S-400 v Sankt Peterburgu)
  - 44. divizija zračne obrambe (2 sistema S-400 v Kaliningradu)
- 1. armada za zračno obrambo (generalštab Moskva, ni podrejena Zahodnemu vojaškemu okrožju, 5 sistemov S-400 in več sistemov S-300)
- 15. posebna zračna armada (generalštab Moskva, 1 sistem S-500)